# 71-ше командування особливого призначення
LXXI (71-ше) головне командування особливого призначення (нім. Höheres-Kommando LXXI) — спеціальне головне командування особливого призначення Сухопутних військ Вермахту за часів Другої світової війни. 26 січня 1943 переформоване на 71-й армійський корпус.

## Історія
LXXI головне командування особливого призначення було сформоване 1 березня 1942 на території окупованої Норвегії з Секції Вермахту «Північна Норвегія» (нім. Abschnittsstab Nord-Norwegen).

## Райони бойових дій
- Норвегія (березень 1942 — січень 1943).

## Командування

### Командири
- генерал від інфантерії Еммеріх Нагі (нім. Emmerich Nagy) (1 травня — 1 листопада 1942);
- генерал-лейтенант Віллі Мозер (нім. Willi Moser) (1 листопада 1942 — 26 січня 1943).

## Бойовий склад 71-го командування особливого призначення
Формування управління, забезпечення та підтримки
- 480-й корпусний батальйон зв'язку  (Korps Nachrichten-Abteilung 480).

- 199-та піхотна дивізія (199. Infanterie-Division);
- 702-га піхотна дивізія (702. Infanterie-Division).

- 199-та піхотна дивізія;
- 230-та піхотна дивізія (230. Infanterie-Division);
- 270-та піхотна дивізія (270. Infanterie-Division).

- 199-та піхотна дивізія;
- 230-та піхотна дивізія;
- 270-та піхотна дивізія.